# Альбертовсько
Альбертовсько (пол. Albertowsko, нім. Albertoske) — село в Польщі, у гміні Ґродзиськ-Велькопольський Ґродзиського повіту Великопольського воєводства.
Населення — 214 осіб (2011).

## Демографія
Демографічна структура станом на 31 березня 2011 року:
|          | Загалом | Допрацездатний вік | Працездатний вік | Постпрацездатний вік |
| -------- | ------- | ------------------ | ---------------- | -------------------- |
| Чоловіки | 110     | 26                 | 71               | 13                   |
| Жінки    | 104     | 31                 | 59               | 14                   |
| Разом    | 214     | 57                 | 130              | 27                   |